# 811-es busz
A 811-es jelzésű elővárosi autóbusz egy Budapest és Esztergom között közlekedő helyközi járat, a 800-as busz kiegészítő járata volt, mely Budapestről az Árpád híd autóbusz-állomásról indulva Pilisvörösvár, Piliscsaba, Leányvár és Kesztölc településeken keresztülhaladva érkezett Esztergomba. A járat szombaton és vasárnap közlekedett, Budapest felé reggel, míg Esztergom felé délután.

## Története
2017. július 1. és 2018. augusztus 26. között közlekedett.

## Megállóhelyei
| 0                             | Budapest, Árpád híd autóbusz-állomás végállomás | 26 | 1 26, 32, 34, 106, 115, 120, M3 800, 801, 805, 815, 820, 830, 840                 |
| 1                             | Budapest, Flórián tér (Vörösvári út)            | 25 | 1 9, 34, 106, 109, 118, 134, 137, 218, 226, 237 800, 801, 805, 815, 820, 830, 840 |
| 2                             | Budapest, Bécsi út (Vörösvári út)               | 24 | 1, 17, 19, 41 137, 160, 218, 237, 260, 260A 800, 801, 805, 815, 820, 830, 840     |
| 3                             | Budapest, Bóbita utca                           | 23 | 260, 260A 800, 801, 805, 820, 830, 840                                            |
| 4                             | Budapest, Üröm vasúti megállóhely               | 22 | 218 800, 801, 805, 820, 830, 840 S72                                              |
| Budapest közigazgatási határa |                                                 |    |                                                                                   |
| 5                             | Solymári elágazás (Auchan áruház)               | 21 | 800, 801, 805, 820, 830                                                           |
| 6                             | Pilisvörösvár, 10-es sz. út, útőrház            | 20 | 800, 805, 820                                                                     |
| 7                             | Pilisvörösvári üdülőtelep                       | 19 | 800, 805, 820                                                                     |
| 8                             | Pilisvörösvár, bányatelep                       | 18 | 800, 801, 805, 820                                                                |
| 9                             | Pilisvörösvár, városháza                        | 17 | 800, 801, 805, 815, 820                                                           |
| 10                            | Pilisvörösvár, kultúrház                        | 16 | 800, 801, 805, 815, 820, 830                                                      |
| 11                            | Pilisvörösvár, vasútállomás bejárati út         | 15 | 800, 805, 830 S72 , Z72                                                           |
| 12                            | Pilisvörösvár, Terranova Kft.                   | 14 | 800, 801, 805                                                                     |
| 13                            | Pilisvörösvár, Kopár Csárda                     | 13 | 800, 801, 805                                                                     |
| 14                            | Piliscsaba, Pázmány Péter Egyetem               | 12 | 800, 801, 805, 815 S72                                                            |
| 15                            | Piliscsaba, Klévíz                              | 11 | 800, 801, 805                                                                     |
| 16                            | Piliscsaba, iskola                              | 10 | 800, 805, 815                                                                     |
| 17                            | Piliscsaba, Magdolna völgy                      | 9  | 800, 805                                                                          |
| 18                            | Pilisjászfalu                                   | 8  | 800, 805                                                                          |
| 19                            | Piliscsév, elágazás                             | 7  | 800, 805                                                                          |
| 20                            | Leányvár, Művelődési Ház                        | 6  | 800, 805                                                                          |
| 21                            | Leányvár, vasútállomás                          | 5  | 800, 805 S72 , Z72                                                                |
| 22                            | Kesztölci elágazás                              | 4  | 800, 805                                                                          |
| 23                            | Kesztölc, autóbusz-forduló                      | 3  | 805                                                                               |
| 24                            | Esztergom, Szalézi lakópark                     | 2  | 43 800, 801, 805, Helyközi buszok                                                 |
| 25                            | Esztergom, Erzsébet királyné utca               | 1  | 1, 11, 43 800, 801, 805, 2904, Helyközi buszok                                    |
| 26                            | Esztergom, autóbusz-állomás végállomás          | 0  | 1, 11 800, 801, 805, 880, 2904, Helyközi buszok                                   |

## Külső hivatkozások
- A járat menetrendje a Volánbusz oldalán
- A járat vázlatos útvonala